# Kris Lemche
Kristopher Lemche (ur. 1 stycznia 1978 w Brampton) – kanadyjski aktor filmowy i telewizyjny. Laureat nagrody Gemini za rolę Perry’ego Millera w serialu Emilka ze Srebrnego Nowiu (Emily of New Moon, 1998).

## Życiorys
Urodził się i dorastał w Brampton w prowincji Ontario jako syn nauczycielki i właściciela firmy ciepłowniczej. Wychowywał się z młodszym bratem Matthew „Mattem” (ur. 31 maja 1980) i młodszą siostrą Jen. Początkowo chciał zostać lekarzem i studiować biochemię w nadziei na prowadzenie badań nad rakiem. Ostatecznie podjął naukę w Mayfield School of the Arts tylko dlatego, że jego przyjaciele tam uczęszczali. Kiedy oszczędzał pieniądze, aby zostać lekarzem, natknął się na ogłoszenie w gazecie agencji poszukującej aktorów. Odpowiedział i otrzymał odpowiedź, co doprowadziło do przyjęcia roli Zeda Goldhawka w jednym z odcinków serialu Disney Channel Futurospekcja (Flash Forward, 1996).

## Filmografia
- Gęsia skórka (1996)
- Nikita (1997–2001)
- Emilka ze Srebrnego Nowiu (1998)
- eXistenZ (1999)
- Zdjęcia Ginger (2000)
- Morderstwo w sieci (2002)
- Joan z Arkadii (2004)
- Oszukać przeznaczenie 3 (2006)
- Vinyl (2006)
- Zaklinacz dusz (2007)